# 奧克蘭鎮區 (內布拉斯加州伯特縣)
奧克蘭鎮區（英語：Oakland Township）是位於美國內布拉斯加州伯特縣的一個行政鎮區。

## 地方資料
奧克蘭鎮區的面積為72.19平方千米，皆為陸地。根據2020年美國人口普查的數據，當地共有人口124人，而人口密度為每平方千米1.72人。